# ФК Викинг
ФК Викинг (на норвежки: Viking Fotballklubb, също Викинг Ставангер) е норвежки футболен клуб, базиран в град Ставангер. Играе мачовете си на стадион „Викинг“ с капацитет 16 600 зрители.

## Успехи
- Типелиген: (Висша лига)
  -  Шампион (8): 1957/1958, 1972, 1973, 1974, 1975, 1979, 1982, 1991
  -  Вицешампион (2): 1981, 1984
  -  Трето място (9): 1954/1955, 1968, 1971, 1978, 1994, 1996, 2000, 2001, 2024
- Купа на Норвегия:
  -  Носител (5): 1953, 1959, 1979, 1989, 2001
  -  Финалист (5): 1933, 1947, 1974, 1984, 2000
- 1 дивизия: (2 ниво)
  -  Шампион (1): 2018

## Европейски турнири
Участвал е в турнирите за Шампионската лига (1992 – 1993) и купата на УЕФА.